# Temis (mitología)

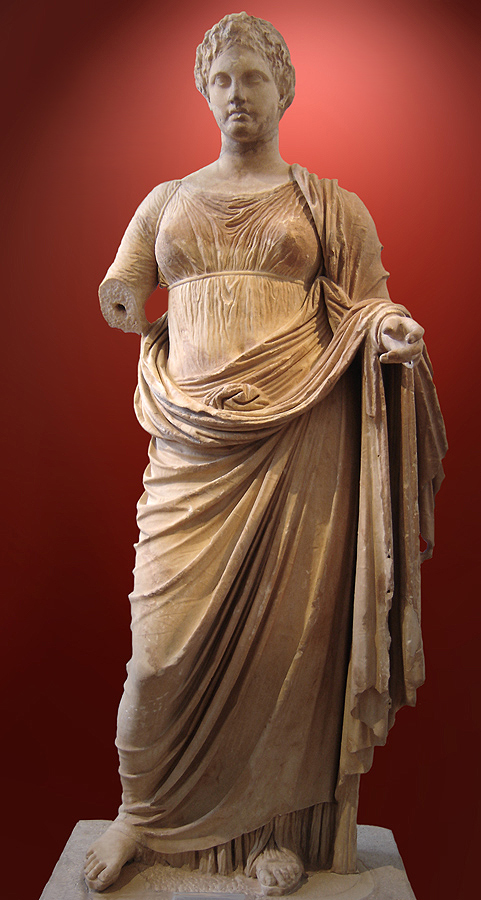
Temis del Templo de Némesis en Ramnonte (Ática), firmada por el escultor Queréstrato, c. 300 a. C.

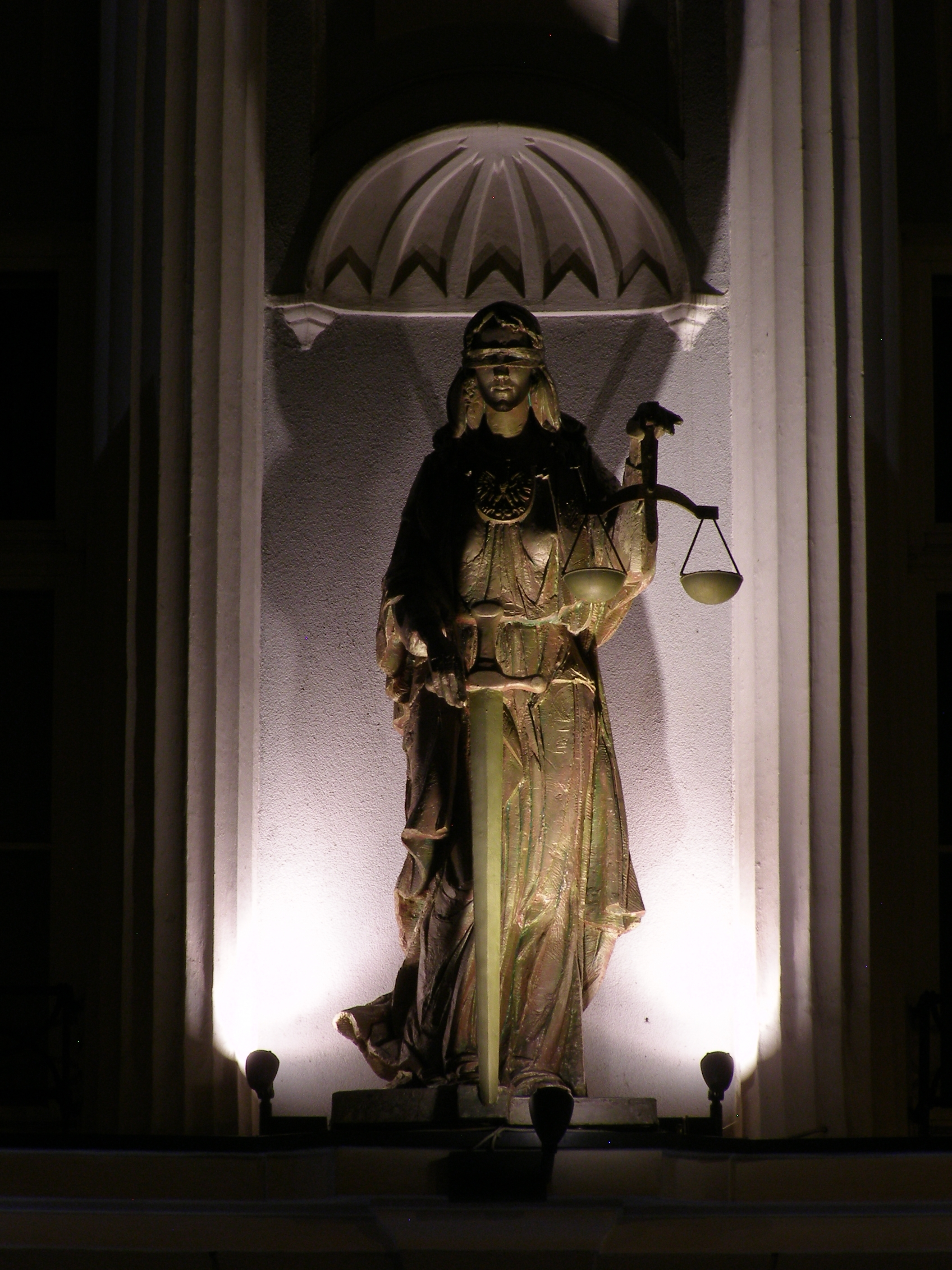
Estatua de Temis del palacio de justicia de Tarnow

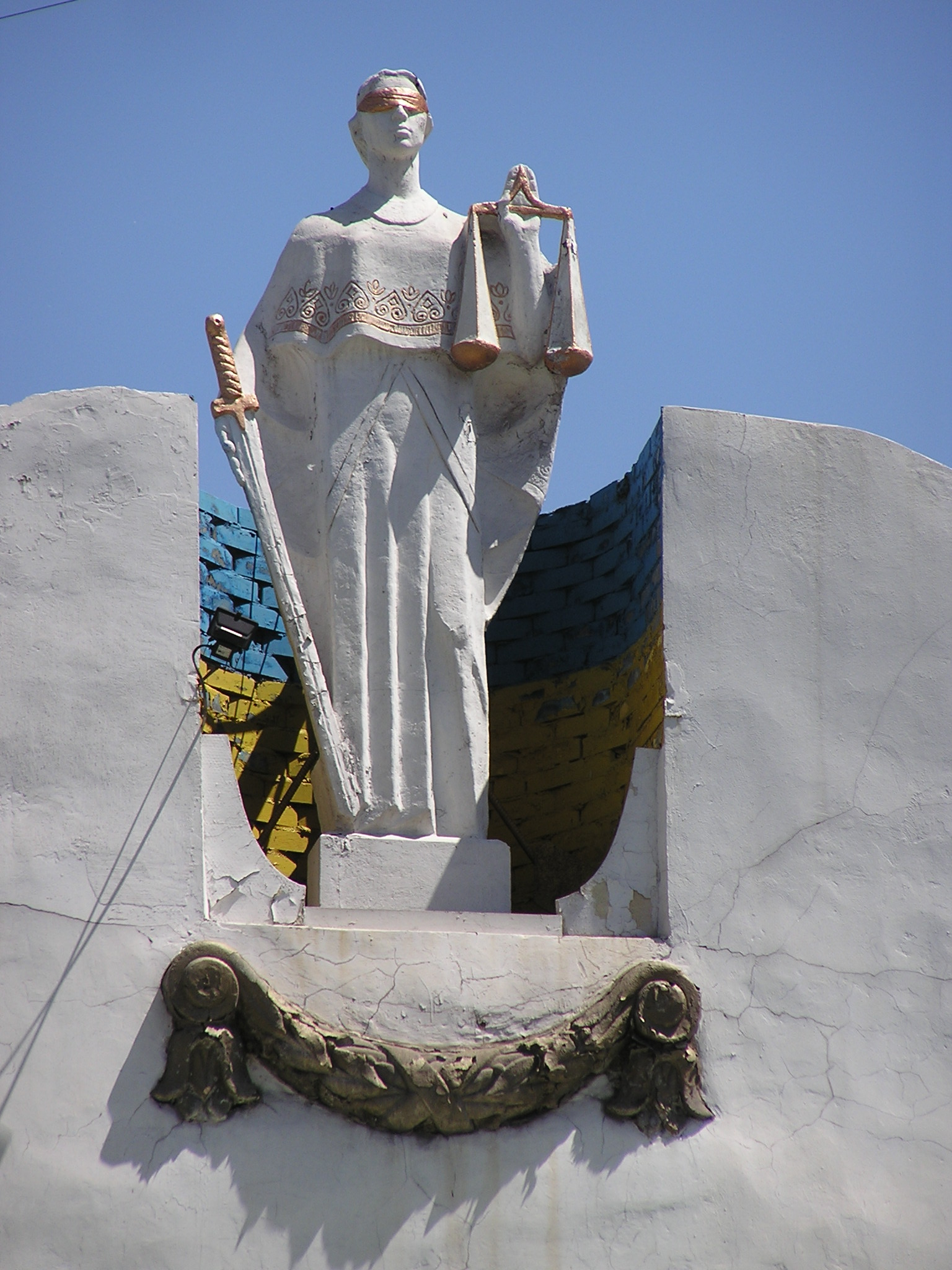
Estatua moderna de Temis

En la mitología griega, Temis (en griego antiguo: Θέμῖς, -ῖδος; Thémĩs, -ĩdos;  ‘ley de la naturaleza’ más que ‘autoridad humana’) es una diosa preolímpica que representa la justicia, la equidad y personifica los acuerdos y tratados. Suele representarse con la balanza y la espada, y en la mayoría de las ocasiones con los ojos vendados. Es mencionada por Hesíodo como parte de los titanes, seis hermanos y seis hermanas hijos de Gea y Urano. No obstante Higino la imagina como hija del Éter y la Tierra, y no la incluye entre ellos.
Temis tenía varios templos en Grecia, aunque los autores antiguos no los describen con gran detalle. Uno de ellos se ubicaba junto al santuario de Dioniso, en Tanagra. En Atenas poseía otro templo cerca de la acrópolis. Temis era descrita como la primera sacerdotisa de los dioses y como tal fue la primera en introducir el culto a los dioses:

«Según los mitos, Temis fue la primera en introducir los vaticinios, los sacrificios y los preceptos relativos al culto de los dioses (thesmoí), y en instruir a los hombres en lo referente al buen gobierno y a la paz. Por este motivo son llamados thesmophýlakes y thesmothétai los que custodian los sagrados preceptos relativos a los dioses y las leyes de los hombres; y por el mismo motivo decimos que Apolo, cuando llega el momento de dar un oráculo, «hace como Temis» (themisteúein), porque fue Temis la inventora de los oráculos».
Diodoro Sículo: Biblioteca histórica, V, 67, 4.

## Mitología
Entre estos titanes del mito primordial, pocos fueron venerados en santuarios específicos en la época clásica, y Temis era tan antigua que los seguidores de Zeus afirmaban que fue con él con quien tuvo a las tres Moiras. Efectivamente en el catálogo de esposas de Zeus, Temis ocupa el segundo lugar, a continuación de Metis. Un fragmento de Píndaro, sin embargo, cuenta que las Moiras ya estuvieron presentes en las nupcias de Zeus y Temis, y que de hecho brotaron con Temis de los manantiales del Océano que circundaba el mundo, y lo acompañaron por el brillante camino solar a ver a Zeus en el Olimpo. Con Zeus concibió a las Horas, Eunomia («leyes»), Dice («justicia») e Irene («paz»). Temis estuvo presente en Delos como testigo del nacimiento de Apolo. De hecho en un himno homérico a Temis se la denomina explícitamente como Icnea, entendida como la «que persigue o rastrea» (a aquellos que transgredan las leyes). Temis, junto con las Moiras, una vez impidió que Zeus matara a unos ladrones que intentaban robar miel de la cueva sagrada en el monte Dicte, ya que se consideraría impío que alguien muriera en el recinto sagrado. En vez de eso, Zeus convirtió a los ladrones en pájaros. Museo dice que Zeus, entregado directamente por su madre Rea, fue amamantado por Temis y la ninfa Amaltea.
Temis, la del ‘buen consejo’, era la encarnación del orden divino, las leyes y las costumbres. De hecho en la Ilíada leemos que ella se encarga de reunir a los otros dioses para participar en las asambleas de Zeus. Cuando se le hace caso omiso, Némesis trae el justo y colérico castigo. Temis no era colérica: ella, ‘la de preciosas mejillas’, fue la primera en ofrecer a Hera una copa cuando volvió al Olimpo afligida por las amenazas de Zeus. Temis presidía la correcta relación entre hombre y mujer, la base de la familia legítima y ordenada, y la familia era el pilar del dimos. Los jueces eran a menudo llamados themistopoloi, ‘sirvientes de Temis’. Tal era la base del orden en el Olimpo también. Hera se dirigía a ella con mucho respeto, llamándola como la «señora Temis».
El nombre de Temis podría haber sido sustituido por Adrastea («ineludible») al nacer Zeus en Creta. Construyó el Oráculo de Delfos, y ella misma era pitonisa. Temis fue una de las deidades que estaban tras el Oráculo de Delfos, que recibió de Gea; más tarde Temis lo cedería a su hermana Febe, abuela de Apolo. Otros dicen que Temis ayudó a Apolo a fundar el oráculo, con el propósito de beneficiar a la humanidad. Temis siguió aconsejando con sus profecías, así alertó a los otros dioses de la inminente guerra que se cernía sobre Tebas. En otro episodio es precisamente Temis quien avisa a Zeus y Poseidón acerca del destino de la nereida Tetis, que alumbraría a un hijo destinado a eclipsar a su padre. Temis también estuvo presente cuando Leto alumbró a Apolo, y se encargó personalmente de alimentarle con néctar y ambrosía. O puede que Temis también estuviese presente en el alumbramiento de Zeus, y se encargó, junto con la ninfa Amaltea, de criar al pequeño. En los textos órficos se nos dice que Temis permanecerá virgen hasta el día que Rea alumbre a sus hijos.
A menudo se describen a las parejas de titanes unidas entre hermanos, y es probable que Temis y Jápeto fueran consortes en un principio. Esto explicaría el por qué Temis está vinculada con los descendientes de Jápeto. Al menos se dice que Prometeo era hijo de Jápeto y de Temis. Esquilo también imagina a Prometeo como hijo de Temis, obviando al padre, pero añade que Gea y Temis son simplemente diferentes nombres para referirse a la misma deidad. Las hijas astrales de Zeus y Temis, ninfas del Erídano o las Hespérides, son tradicionalmente hijas de Atlas, otro hijo de Jápeto. A Temis precisamente fue a quienes acudieron directamente Deucalión y Pirra, sangre de Jápeto. Temis les aconsejó para que lanzaran las piedras para así poder renovar la humanidad. También también fue la encargada de prevenir a Atlas sobre que no debería aceptar hospitalidad alguna de cualquier descendiente de Zeus. Graves por algún motivo la empareja con Eurimedonte, y dice que ambos rigen el planeta de la ley, Júpiter.  Leyendas tardías dicen que Saturno supo por una profecía de Temis que podría ser expulsado de su reino por su propio hijo.  En esta versión se dice que Temis era la sacerdotisa de la Tierra.
La equivalente romana de uno de los aspectos de la helénica Temis, como la personificación del derecho divino de la ley, fue Iustitia (trad. «Justicia»). Sus orígenes están en las abstracciones civiles de la forma de pensar romana, más que en la mitología arcaica, por lo que intentar comparaciones no resulta del todo apropiado. Representada como una mujer impasible, con los ojos vendados y llevando una balanza y una cornucopia, la imagen esculpida a la entrada de los juzgados es Iustitia, no Temis. Se la representa sobre un león para señalar que la justicia debe estar acompañada de la fuerza.

## Consortes y descendencia
- Con Zeus:
  - Astrea, catasterizada como Virgo[31]
  - Horas (o Estaciones):[4][32][33][5]
    - Dice, «justicia»
    - Irene, «paz»
    - Eunomia, «buen gobierno»

  - Moiras (o Parcas), los Destinos:[4][32]
    - Cloto, «hilandera»
    - Láquesis, «que echa a suertes»
    - Átropos, «inexorable»

  - Las ninfas del Erídano[25]
  - Las Hespérides[26]
  - Atenea[34]
- Sin especificar consorte[24]o bien con Jápeto:[23]
  - Prometeo[24]